# Dundret
De Dundret is een berg in het noorden van Zweden. De Dundret ligt in de gemeente Gällivare in de provincie Norrbottens län en is ongeveer 825 meter hoog. Het wintersportgebied om de Dundret heet ook zo en sinds 1970 is er ook een natuurreservaat om de berg met dezelfde naam. De berg Dundret is een wat in het gebied een tunturi wordt genoemd, een afgeplatte of afgesleten berg. Harrträsk en Vassaraträsket zijn twee dorpen in de omgeving.

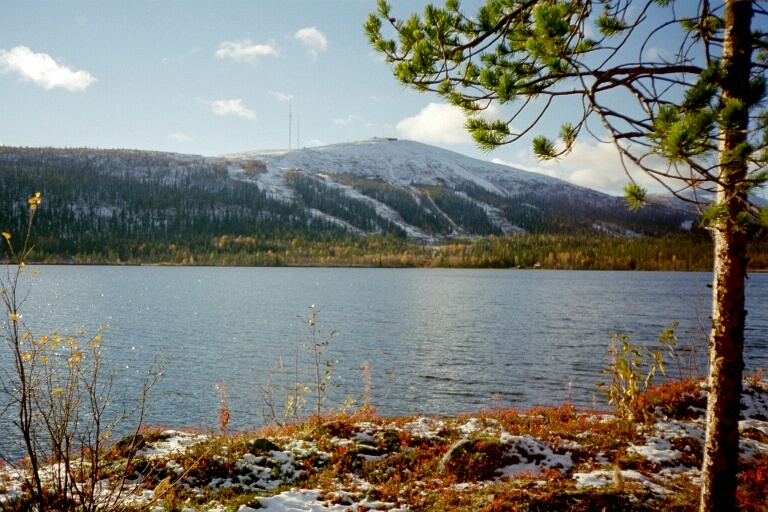
Dundret gezien van Harrträsk
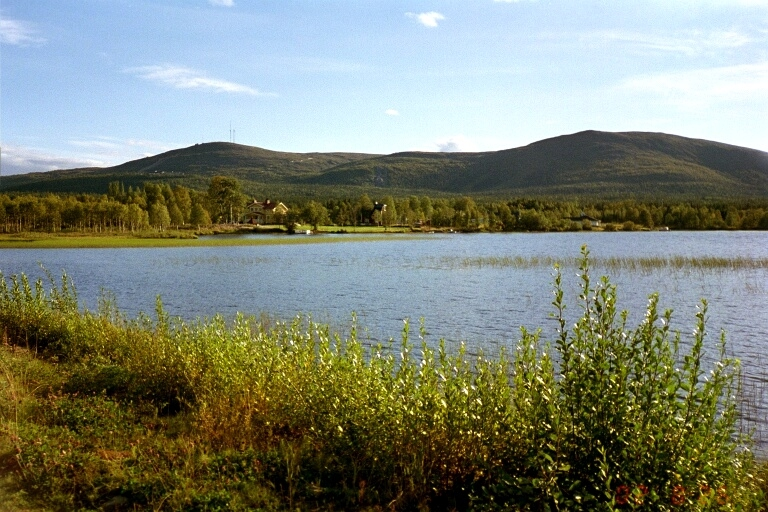
Dundret van Vassaraträsket

## Websites
- (se)  Dundret Lapland
- (se)  Gällivare